# محمد فراری
محمد فراری (انگلیسی: Muhammad Ferarri؛ زادهٔ ۲۱ ژوئن ۲۰۰۳) بازیکن فوتبال است.
وی همچنین در تیم‌های ملی فوتبال زیر ۲۳ سال اندونزی و اندونزی بازی کرده‌است.